# 대한민국 형법 제50조
대한민국 형법 제50조는 형의 경중에 대한 형법총칙의 조문이다.

## 조문
제50조(형의 경중) ① 형의 경중은 제41조 기재의 순서에 의한다. 단, 무기금고와 유기징역은 금고를 중한 것으로 하고 유기금고의 장기가 유기징역의 장기를 초과하는 때에는 금고를 중한 것으로 한다.
②동종의 형은 장기의 긴 것과 다액의 많은 것을 중한 것으로 하고 장기 또는 다액이 동일한 때에는 그 단기의 긴 것과 소액의 많은 것을 중한 것으로 한다.
③전 2항의 규정에 의한 외에는 죄질과 범정에 의하여 경중을 정한다.

第50條(刑의 輕重) ① 刑의 輕重은 第41條 記載의 順序에 依한다. 但, 無期禁錮와 有期懲役은 禁錮를 重한 것으로 하고 有期禁錮의 長期가 有期懲役의 長期를 超過하는 때에는 禁錮를 重한 것으로 한다.
②同種의 刑은 長期의 긴 것과 多額의 많은 것을 重한 것으로 하고 長期 또는 多額이 同一한 때에는 그 短期의 긴 것과 少額의 많은 것을 重한 것으로 한다.
③前 2項의 規定에 依한 外에는 罪質과 犯情에 依하여 輕重을 定한다.

## 참고 문헌
- 신이철, 형법총론, 경찰승진연구회, 2005. ISBN 9788988777886
- 조현욱, 형법총론강의, 진원사, 2008 ISBN 9788990904621
- 손동권, 형법총론, 栗谷出版社, 2011. ISBN 9788991830936